# Edward Kasprzykowski
Edward Kasprzykowski (ur. 18 lub 19 kwietnia 1894 w Bielsku Podlaskim, zm. 15 lipca 1973 w Radomiu) – polski farmaceuta, aptekarz, działacz niepodległościowy i społeczny, polityk, poseł na Sejm IV kadencji (1935–1938) w II RP.

## Życiorys
Był synem Juliana Alojzego i Emilii Darii z domu Haase. Ukończył prywatną szkołę handlową, gimnazjum w Radomiu. Zdał maturę w Kazaniu i w 1923 roku zdał ją ponownie z powodu zaginięcia właściwej (odbył kursy maturalne przy Polskim Powszechnym Towarzystwie Farmaceutycznym w Warszawie). W 1924 roku ukończył studia farmaceutyczne na Uniwersytecie Warszawskim uzyskując tytuł magistra farmacji.
Podczas I wojny światowej w sierpniu 1914 roku wstąpił we Lwowie do Legionu Wschodniego, następnie od 15 października 1914 roku walczył w 1 pułku ułanów Legionów Polskich. 22 lipca 1915 roku był ranny pod Chodlem, w związku z czym po leczeniu został 25 lipca 1917 roku zwolniony ze służby.
3 listopada 1918 roku wstąpił ochotniczo do Wojska Polskiego. Był współtwórcą Ochotniczego Szwadronu Ziemi Radomskiej, następnie lotnego oddziału konnego przy 24 pułku piechoty. W lipcu 1919 roku został przydzielony jako farmaceuta do Szpitala Okręgowego w Kielcach, od listopada tego roku pracował w szpitalu wojskowym w Radomiu, w lipcu 1920 roku zgłosił się jako ochotnik na front, zwolniony ze służby w listopadzie tego roku w stopniu podporucznika rezerwy. 28 lutego 1927 został awansowany do stopnia porucznika ze starszeństwem z dniem 1 lipca 1925 roku.
W czasie studiów pracował od 1 listopada 1922 roku jako młodszy asystent przy Katedrze Badania Środków Spożywczych. Po zakończeniu studiów był współwłaścicielem i kierownikiem apteki w Radomiu (Apteka Kasprzykowskich przy Rynku 12).
Był prezesem Federacji Polskich Związku Obrońców Ojczyzny, prezesem Związku Oficerów Rezerwy. Jako I-wiceprezes pełnił obowiązki prezesa Zarządu Okręgu Kielce Związku Legionistów Polskich w 1936 roku.
Był sympatykiem BBWR.
W wyborach parlamentarnych w 1935 roku został wybrany posłem na Sejm IV kadencji (1935–1938) 24 692 głosami z okręgu nr 32, obejmującego powiaty: radomski, radomski miejski i kozienicki. W kadencji tej pracował w komisjach: pracy, zdrowia publicznego i opieki społecznej.
Edward Kasprzykowski ożenił się z Haliną Szczepaniak, z którą mieli dwoje dzieci: córkę Krystynę i syna Tadeusza.
Po wybuchu II wojny światowej Edward Kasprzykowski przebywał w oflagu. Aptekę prowadziła Halina Kasprzykowska (żona Edwarda). W piwnicach składowano materiały wybuchowe oraz broń, którą przewoził do Warszawy syn właścicielki – Tadeusz. Z zasobów tej
apteki zorganizowano w Szkole Handlowej przy ul. Traugutta zakonspirowaną składnicę leków i materiałów opatrunkowych. Tyły apteki sięgały terenu getta, co umożliwiało niesienie pomocy ludności żydowskiej. W listopadzie 1942 roku oboje: matka i syn zostali aresztowani, wywiezieni do Auschwitz i tam zginęli. Wojnę przeżył jedynie Edward, który po wyzwoleniu wrócił do Radomia i do końca życia pracował w aptece.
Edward Kasprzykowski (ur. w 1910 roku) znajdujący się na liście Wildsteina nie był tym Edwardem Kasprzykowskim.

## Odznaczenia i ordery
- Złoty Krzyż Zasługi – 22 kwietnia 1938 „za zasługi na polu pracy społecznej w Federacji Polskich Związków Obrońców Ojczyzny”[7]